# Fartuun Adan
Fartuun Abdisalaan Adan (Arabisch: فارتوون عدن) is een Somalische mensenrechtenactiviste.
Adan is de directrice van de Elman Peace and Human Rights Centre, een niet-gouvernementele organisatie  (ngo) in Mogadishu. De organisatie werd opgericht ter ere van haar overleden man. Ook hun dochter Ilwad werkt voor het Elman Peace and Human Rights Centre.
Door haar werk voor het centrum kreeg Adan ook de mogelijkheid om Sister Somalia te stichten, het eerste programma in Somalië dat hulp biedt aan slachtoffers van seksueel geweld.

## Onderscheidingen
In 2013 ontving Adan de International Women of Courage Award van het Department of State, het ministerie van buitenlandse zaken van de Verenigde Staten.
In 2014 kreeg ze een prijs van de Duitse regering voor haar werk voor de Elman Peace and Human Rights Centre.
Fartuun Adan en haar dochter Ilwad Elman werden ook genomineerd voor de Aurora Prize for Awakening Humanity in 2017.

## Privéleven
Adan groeide op in Somalië, waar ze trouwde met ondernemer en vredesactivist Elman Ali Ahmed. Het stel kreeg vier dochters.
In 1996, tijdens de piek van de burgeroorlog, werd Adans echtgenoot vermoord vlakbij hun huis in het zuiden van Mogadishu. Als gevolg emigreerde Adan in 1999 naar Canada.
In 2007 keerde ze terug naar Somalië om zich in te zetten voor vrede en mensenrechten.